# Acid Queen
Acid Queen es el segundo álbum de estudio de soul rock de la cantante suiza Tina Turner. Recibió elogios de la crítica y es uno de los más importantes y más recordados ya que a Tina Turner se le reconoce como la Reina del Rock and Roll. El disco tiene éxitos como Rockin and Rolling, Whole Lotta Love, Acid Queen, Bootsey Whitelaw, Under My Thumb y I Can See for Miles.

## Lista de canciones
| N.º | Título                                       | Música | Duración |  |
| 1.  | «"Under My Thumb"»                           |        | 3:20     |  |
| 2.  | «"Let´s Spend the Night Together"»           |        | 2:53     |  |
| 3.  | «"Acid Queen"»                               |        | 3:00     |  |
| 4.  | «"I Can See for Miles"»                      |        | 2:52     |  |
| 5.  | «"Whole Lotta Love" (Cover de Led Zeppelin)» |        | 5:22     |  |
| 6.  | «"Baby Get it On"»                           |        | 5:32     |  |
| 7.  | «"Bootsey Whitelaw"»                         |        | 5:06     |  |
| 8.  | «"Pick Me Tonight"»                          |        | 3:11     |  |
| 9.  | «"Rockin and Rollin"»                        |        | 4:00     |  |

Duración: 35:16

## Sencillos
1. Rockin and Rollin
2. Acid Queen
3. I Can See for Miles
4. Bootsey Whitelaw
5. Whole Lotta Love